# Bjørn Lomborg

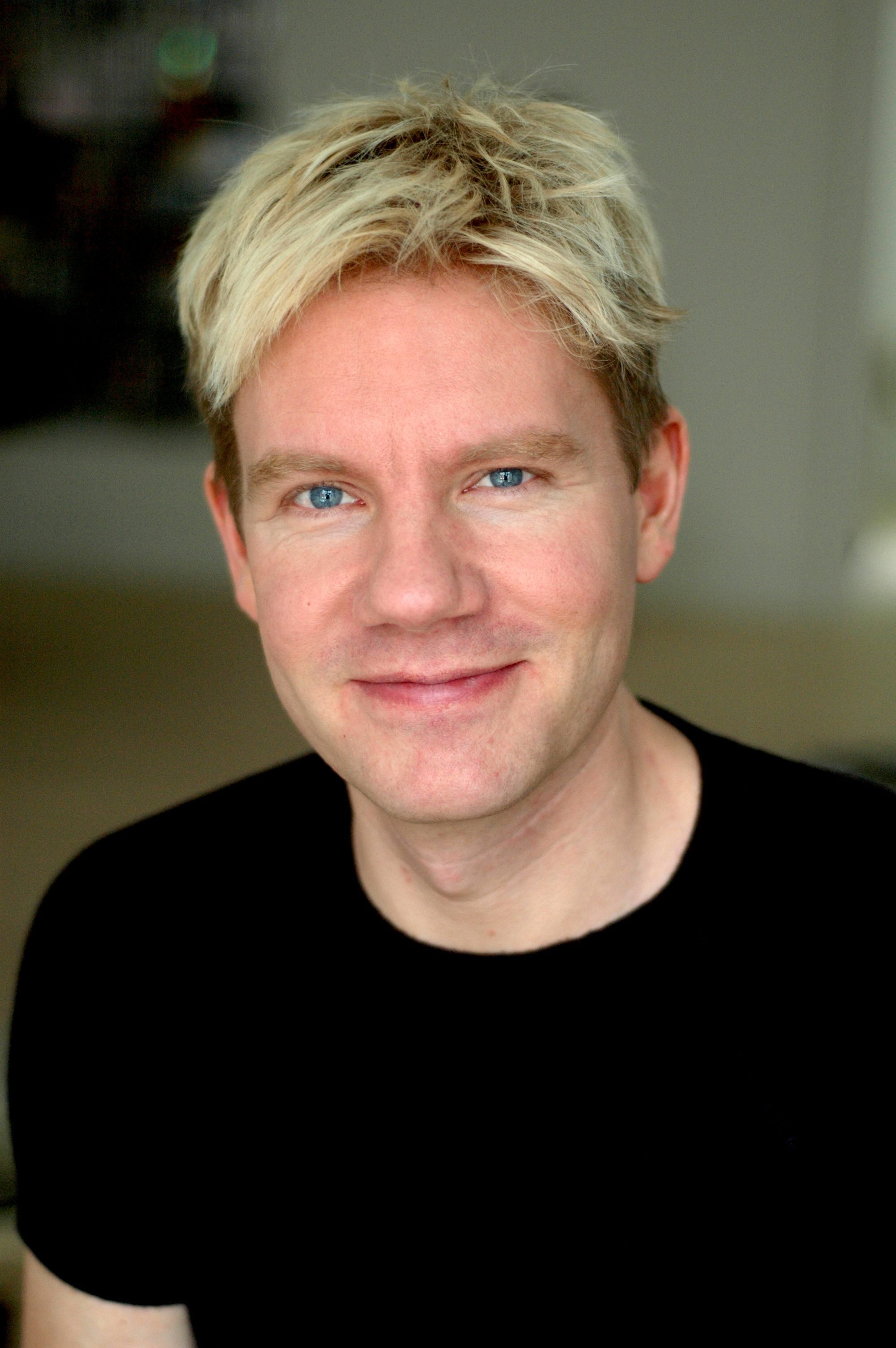
Bjørn Lomborg (vor 2007)

Bjørn Lomborg (* 6. Januar 1965 in Frederiksberg) ist ein dänischer Buchautor und Gründer des Think Tanks Copenhagen Consensus Center. Lomborg ist aufgrund seines provokanten Auftretens, seines Umgangs mit Quellen und Statistiken sowie der als einseitig kritisierten Ergebnisse seiner Bücher umstritten.
Lomborg ist in den Medien präsent. In wissenschaftlichen Fachzeitschriften hat er bisher fast ausschließlich Kommentare und Meinungsartikel publiziert. Er stand bzw. steht zudem in Verbindung mit vielen konservativen und libertären Think Tanks wie dem Competitive Enterprise Institute, der Hoover Institution, dem Heartland Institute, dem Environmental Assessment Institute, der Cooler Heads Coalition und dem Fraser Institute, die unter anderem gezielt die Klimawandelleugnung vorantreiben.
Das Environmental Assessment Institute, mittlerweile ein Teilbereich des Wirtschaftsministeriums in Kopenhagen, wurde zu Beginn der liberal-konservativen Regierung Anders Fogh Rasmussen I (2001–2005) für ihn eingerichtet. Bekannt wurde Lomborg mit dem kontrovers diskutierten Bestseller The Skeptical Environmentalist (dt. Apocalypse No! Wie sich die menschlichen Lebensgrundlagen wirklich entwickeln) sowie durch das seit 2002 laufende Projekt Copenhagen Consensus zur Prioritätensetzung bei der weltweiten Entwicklungspolitik.

## Leben
Bjørn Lomborg stammt aus Frederiksberg nördlich von Kopenhagen und schloss 1991 sein Studium der Politikwissenschaft an der Universität Aarhus ab. Danach trat er eine Doktorandenstelle am Institut für Politikwissenschaft der Universität Kopenhagen an, von dem er 1994 zum Dr. phil. promoviert wurde. Anschließend kehrte er an das Institut für Politikwissenschaft (Institut for Statskundskab) an der Universität Aarhus zurück, an der er vor allem Statistik unterrichtete. 1997 wurde er zum Lektor befördert und erreichte damit Professorenstatus.
Weltweit bekannt wurde Lomborg, als er 1998 sein Buch Verdens sande tilstand (wörtlich: "Der Welt wahrer Zustand"; 2001 auch in Englisch: The Skeptical Environmentalist: Measuring the Real State of the World und 2002 in Deutsch: Apocalypse No! Wie sich die menschlichen Lebensgrundlagen wirklich entwickeln) veröffentlichte. Darin spielen viele Komponenten neben der globalen Erwärmung eine Rolle: Überbevölkerung, Energieressourcenabbau, überproportionale Entwaldung, Verlust von Tier- und Pflanzenarten, fortschreitender Wassermangel, mögliche Ursachen ebenso wie Folgen des Klimawandels. Grundlage dafür war die Beschäftigung mit Thesen Julian L. Simons und einem Wired-Interview mit demselben.
Bei Gegnern der Umweltschutzpolitik wurde Lomborg populär. So berief ihn der konservative Ministerpräsident Anders Fogh Rasmussen 2002 zum Direktor des neu errichteten dänischen Institut for Miljøvurdering (Institut für Umweltbeurteilung). Im April 2004 erklärte ihn das Time Magazine zu einem der „100 einflussreichsten Menschen der Welt“. Von 20.000 Lesern der Politikzeitschriften Foreign Policy und Prospect wurde er Ende 2005 auf Platz 14 der „20 wichtigsten Intellektuellen der Welt“ gewählt. 2004 ging er nach Aarhus zurück und nahm im folgenden Jahr eine Stellung an der Copenhagen Business School an.
In seinem Buch The Skeptical Environmentalist griff Lomborg die Ansicht an, der allgemeine Zustand der Umwelt verschlechtere sich zunehmend. Ausgehend von statistischem Material versuchte er zu beweisen, dass der Zustand der Umwelt sich verbessert habe, und forderte daher, zum Beispiel weniger staatliche Gelder für die Klimapolitik zu verwenden. Er stieß dabei in den Medien auf große Resonanz und gerade bei Gegnern der Umweltschutzpolitik auf Zustimmung, während das Buch von Wissenschaftlern aufgrund der Vielzahl an inhaltlichen Fehlern und falscher Schlussfolgerungen scharf kritisiert wurde. Lob kam vor allem von journalistischer Seite, während das Buch von Wissenschaftlern und Umweltschutzverbänden hauptsächlich kritisch aufgenommen wurde und zum Teil auch sehr scharfe Kritik geäußert wurde.
In seinem 2007 erschienenen Buch Cool It! kritisierte er die seiner Auffassung nach übertriebene Darstellung der Folgen des Klimawandels, wie er sie bei Al Gore, George Monbiot und Nicholas Stern und bei Organisationen wie dem IPCC und auch bei NGOs wie Greenpeace sieht sowie seitens verschiedener Medien und Politiker. Primäres Ziel seiner Kritik war das Festhalten an den Zielen des Kyoto-Protokolls, da selbst dessen vollständige Umsetzung die Erwärmung nur um fünf Jahre hinauszögern würde. Der für das Kyoto-Protokoll erbrachte finanzielle Aufwand sollte nach Lomborgs Meinung effizienter in die von ihm im organisierten „Kopenhagener Konsens“ vorgeschlagenen Maßnahmen für dort aufgelistete "dringlichere Probleme" der Menschheit aufgewandt werden. Hierzu zählten u. a. die Bekämpfung von Krankheiten und Unterernährung und die Verbesserung von Wasserversorgung und Hygienestandards in unzureichend entwickelten Ländern.
Ebenso meinte er, dass mögliche Folgen der Erwärmung etwa durch Maßnahmen gegen Hurrikane und Überschwemmungen mit einem Bruchteil der Kosten entgegengetreten werden könnte und so mehr Nutzen brächten als die Senkung des gegenwärtigen CO2-Ausstoßes und somit wesentlich nachhaltiger wären.
Für Überraschung sorgte Lomborg jedoch im August 2010, als er eingestand, dass er jährlich 100 Mrd. US-$ für nötig hielte, um den Klimawandel zu bekämpfen. Es sei Tatsache, dass es eine globale Erwärmung gebe, dass sie vom Menschen verursacht werde und dass etwas dagegen getan werden müsse. Dazu schlug Lomborg die Einführung einer Steuer auf CO2-Emissionen vor. Die 100 Mrd. US-$ sollten nach Lomborgs Vorstellungen in die Erforschung klimafreundlicher Energien investiert werden wie etwa Wind-, Wellen-, Kern- und Solarenergie. Lomborg empfiehlt auch die Forschungen über das sog. Geo-Engineering auszudehnen, auch wenn er einräumt, dass das Geo-Engineering mit Risiken behaftet ist. Die Reevaluierung der Vorschläge des Copenhagen Consensus begründete Lomborg mit einer neueren Analyse von 2008, die neue Ideen zur Bekämpfung der globalen Erwärmung miteinbezogen habe.
2010 veröffentlichte er das Buch Smart Solutions to Climate Change mit Vorschlägen zur Bekämpfung des Klimawandels und forderte Milliardeninvestitionen zur Erforschung von klimafreundlichen Energiequellen. Dessen ungeachtet sieht er bei einer maßvollen Erwärmung mehr Nutzen als Schaden. Des Weiteren sei – in Anknüpfung an Julian Lincoln Simon – die Zukunft der Erde keineswegs düster. Die wichtigsten Indikatoren haben sich Lomborg zufolge seit 1900 zum Positiven verändert und zur Lösung der Probleme stünden mehr Ressourcen denn je zur Verfügung.
2012 wurde dem Copenhagen Consensus Center von der neuen, sozialdemokratischen Regierung Helle Thorning-Schmidt I die staatliche Finanzierung entzogen. Dessen ungeachtet wird das Projekt weitergeführt. 2012 wurde Nahrungsergänzungsstoffen die höchste Priorität gegeben.

## Rezeption
2003 rügte das Dänische Komitee für unredliches Verhalten in der Wissenschaft Lomborg für sein Buch The Skeptical Environmentalist. Ausgangspunkt waren Beschwerden durch anerkannte internationale Forscher wie z. B. Edward O. Wilson. Unter anderem hielt das Komitee fest, dass Lomborg in seinem Buch u. a. erfundene Daten genutzt, selektiv unerwünschte Ergebnisse aussortiert und vorsätzlich irreführende statistische Methoden angewandt hatte, zudem Plagiate begangen und Ergebnisse anderer Forscher vorsätzlich falsch interpretiert hatte. Insgesamt fand der dänische Biologe Kare Fog 110 klare Fehler und 208 inhaltliche Mängel, also etwa einen Irrtum pro Seite. Zudem wurde das Buch als "ein Lehrbuchbeispiel für den Missbrauch von Statistik" bezeichnet.
Das dänische Ministerium für Wissenschaft, Technik und Innovation sprach ihn schließlich nach einer Überprüfung von dem Vorwurf der wissenschaftlichen Unlauterkeit frei, da nicht nachgewiesen werden konnte, dass das Buch überhaupt ein wissenschaftliches Werk sei.

“Objectively speaking, the publication of the work under consideration is deemed to fall within the concept of scientific dishonesty. [...] In view of the subjective requirements made in terms of intent or gross negligence, however Bjørn Lomborg's publication cannot fall within the bound of this characterization. Conversely, the publication is deemed clearly contrary to the standards of good scientific practice.”

„Objektiv gesehen fällt die Veröffentlichung der betreffenden Arbeit unter den Begriff der wissenschaftlichen Unehrlichkeit. [...] Angesichts der subjektiven Anforderungen an Vorsatz oder grobe Fahrlässigkeit kann die Veröffentlichung von Bjørn Lomborg jedoch nicht in den Rahmen dieser Charakterisierung fallen. Umgekehrt wird die Veröffentlichung als eindeutig gegen die Standards der guten wissenschaftlichen Praxis verstoßend angesehen.“

Aufgrund einer Petition von Sozialwissenschaftlern, die dem Komitee Verfahrensfehler und fehlerhafte Methoden bei der Einschätzung der wissenschaftlichen Qualität von Lomborgs Buch vorwarfen, sowie einer Beschwerde seitens Lomborgs annullierte das Ministerium die Entscheidung des Komitees und forderte es zur erneuten Überprüfung des Falles auf. Da das Komitee in seiner ursprünglichen Entscheidung explizit das Buch kritisierte und Lomborg nicht bewusste wissenschaftliche Unredlichkeit unterstellte (unter Verweis auf seine mangelnde Expertise in den betreffenden Feldern), beschloss es 2004, kein neues Verfahren zu eröffnen.
In einer Buchkritik in Nature schrieben Stuart L. Pimm und Jeff Harvey, das Buch lese sich wie eine "Zusammenstellung von Hausarbeiten in einem der Höllenkurse, in denen man alle Studenten durchfallen lassen muss." Es sei "eine Masse aus schlecht verdautem Material, schwer fehlerhaft in ihrer Auswahl an Beispielen und Analysen". Mittlerweile sei eine ganze Industrie entstanden, die das Buch Kapitel für Kapitel widerlege. Unter anderem kritisierten Pimm und Harvey die Belegauswahl. Wie viele schlechte Arbeiten basiere es zu einem großen Teil auf Sekundärliteratur, von denen 30 % aus dem Internet heruntergeladen seien. Dabei sei eine klare Tendenz zu nicht-peer-reviewten Arbeiten festzustellen, während Lomborg es oft versäume, die entscheidende wissenschaftliche Literatur anzuführen. Zudem kritisierten sie die Art, wie Lomborg Statistiken einsetze: So präsentierte er den Umstand, dass die Zahl der Hungernden in Afrika südlich der Sahara von 38 % 1970 auf 33 % 1996 zurückgegangen sei, als etwas sehr Positives. Dabei verschweige er aber, dass sich die dortige Bevölkerung im gleichen Zeitraum etwa verdoppelt habe und die absolute Zahl der Hungernden damit stark angestiegen sei. Fraglich sei, wie Cambridge University Press ein solches Buch publizieren konnte, das in komplexen wissenschaftlichen Fragen dem Konsens in der Forschung widerspreche und zu oft journalistische Medien anstelle von wissenschaftlicher Literatur als Belegangabe nutze. Außerordentliche Behauptungen erforderten außerordentlich genaue Prüfung. Diese scheine hier aber zu fehlen.
Kare Fog kritisierte zudem, dass Lomborg keine Fehler zugebe. So habe er auf die Kritik zunächst mit der Forderung reagiert, dass seine Kritiker seine Fehler zunächst dokumentieren sollten, und dann, als dies geschehen sei, einfach die Fakten ignoriert. Zudem sei es unmöglich, ein Buch von Lomborg schlicht durch Lesen und darüber Reflektieren zu beurteilen. Stattdessen müsse man jede einzelne Information in seinen Büchern sowohl auf ihren Wahrheitsgehalt als auch auf eine ausgewogene Darstellung überprüfen. Im Prinzip sei es nur dann möglich, seine Bücher zu beurteilen, wenn man alle Fußnoten überprüft, alle Quellenangaben gelesen und alternative Quellen zu Rate gezogen habe.
Lomborgs Kommentare zum Klimawandel sowohl in Apocalypse No! als auch Cool it! waren Ziel von erheblicher Kritik. Lomborgs Interpretation von IPCC-Daten wurde unter anderem wegen seiner Auswahl eines Durchschnittswerts der Klimasensitivität kritisiert. Der amerikanische Ökonom Frank Ackerman widmete ein ganzes Kapitel seines Buchs Can We Afford the Future? von 2010 der Kritik von Lomborgs Cool It!. Darin warf er Lomborg u. a. mangelnde Expertise auf dem Feld der Ökonomie, eine einseitige Auswahl von Literatur und Quellen (sowohl in Bezug auf Ökonomie als auch Klimatologie) sowie eine Überbetonung von Kosten-Nutzen-Analysen vor. Verteidigt wurde Lomborg hingegen von Wirtschaftszeitungen wie der Financial Times, dem Wallstreet Journal, dem Economist sowie Vertretern der Laissez-faire-Ökonomie.
Ernst Ulrich von Weizsäcker warf Lomborg vor, mithilfe von unpassenden Vergleichen und irreführendem Zahlenmaterial soziale und ökologische Probleme zu verharmlosen. Im August 2013 kritisierte der Wissenschaftsjournalist John Rennie, Lomborg habe den Klimawissenschaftler Stephen Schneider so zitiert, dass der falsche Eindruck erweckt werde, Schneider sei dafür gewesen, die Öffentlichkeit über die Ergebnisse der Klimawissenschaften zu belügen. Auf einen Einspruch Lomborgs hin veröffentlichte Rennie eine ausführliche Stellungnahme dazu. Die umfassendste Kritik an Lomborgs wissenschaftlicher Arbeit legte Howard Friel vor. In einer bei Yale University Press erschienenen Publikation analysierte er Passagen aus Lomborgs Büchern The Skeptical Environmentalist und Cool It. Dabei kam Friel zu dem Ergebnis, dass Lomborg immer wieder falsch oder selektiv zitiere und den wissenschaftlichen Forschungsstand zur globalen Erwärmung systematisch verfälsche.
Bjørn Lomborgs Veröffentlichungen in Zeitungen wie The Wall Street Journal und The Telegraph wurden wiederholt durch Climate Feedback überprüft, ein weltweites Wissenschaftsnetzwerk, das sich mit der Glaubwürdigkeit von Medienberichterstattung zum Thema Klimawandel befasst. In allen Fällen rangierte die wissenschaftliche Glaubwürdigkeit zwischen "niedrig" und "sehr niedrig". Die Gutachter von Climate Feedback kamen dabei zum Schluss, dass Lomborg "Rosinenpickerei betreibt", er "die Ergebnisse vorhandener Studien falsch interpretiert", "sein Artikel in eklatantem Widerspruch zur wissenschaftlichen Beweislage steht" und "er das Pariser Abkommen fehlinterpretiert, um dessen Potenzial zur Eindämmung des Klimawandel herunterzuspielen".
Lomborg stellt die Kosten für die Abwendung des Klimawandels als unüberwindlich hoch dar. Dazu reißt er Studienergebnisse aus dem Kontext, was ihm Kritik eben jener Wissenschaftler eingebracht hat, auf die er sich beruft.

## Privates
Lomborg ist homosexuell und ernährt sich vegetarisch. Er hat sich als prominenter dänischer Schwuler auch an Informations- und Imagekampagnen zum Thema Homosexualität in Dänemark beteiligt.

## Auszeichnungen
Lomborg wurde im November 2001 als "Global Leader for Tomorrow" beim World Economic Forum genannt und 2002 bei der BusinessWeek als Agenda Setter erwähnt. Das Magazin TIME führte ihn 2004 unter den 100 weltweit einflussreichsten Personen auf, 2008 ebenso die  amerikanischen Fachzeitschrift für internationale Politik Foreign Policy und das Magazin Prospect, 2012 wurde er erneut bei der Foreign Policy unter die Top 100 der weltweit bedeutenden Intellektuellen gelistet. Auch der Guardian nannte ihn 2009 als bedeutenden Umweltschützer, wobei die Zeitung einschränkend hinzufügte, dass er zunehmend ins Abseits zu geraten scheine.

## Veröffentlichungen
als Autor
- Verdens sande tilstand. Centrum, Viby (Jütland) 1998, ISBN 87-583-1114-9.
- The Skeptical Environmentalist. Cambridge University Press, Cambridge & New York 2001, ISBN 0-521-01068-3.
 deutsch:  Apocalypse no! Wie sich die menschlichen Lebensgrundlagen wirklich entwickeln. Zu Klampen, Lüneburg 2002, ISBN 3-934920-18-7.
- Cool It: The Skeptical Environmentalist's Guide to Global Warming. Alfred A. Knopf Publishing Group, New York 2007, ISBN 0-307-26692-3.
 deutsch:  Cool it! Warum wir trotz Klimawandels einen kühlen Kopf bewahren sollten. DVA, München 2008, ISBN 3-421-04353-1.
- False Alarm: How Climate Change Panic Costs Us Trillions, Hurts the Poor, and Fails to Fix the Planet. Basic Books, New York 2020, ISBN 978-1-5416-4746-6.
 deutsch:  Klimapanik: Warum uns eine falsche Klimapolitik Billionen kostet und den Planeten nicht retten wird. FBV, München 2022, ISBN 978-3-95972-521-7.

als Herausgeber
- Global Crises, Global Solutions. Cambridge University Press, Cambridge & New York 2004, ISBN 0-521-60614-4.
- How to Spend $50 Billion to Make the World a Better Place. Cambridge University Press, Cambridge & New York 2006, ISBN 0-521-68571-0.
- Smart Solutions to Climate Change: Comparing Costs and Benefits. Cambridge University Press, Cambridge & New York 2010.
- How Much have Global Problems Cost the World?: A Scorecard From 1900 To 2050. Cambridge University Press, New York 2013
- Prioritizing Development: A Cost Benefit Analysis of the United Nations' Sustainable Development Goals. Cambridge University Press, Cambridge 2018, ISBN 978-1-108-41545-3.